# Bridgewater (Maine)
Bridgewater és una població dels Estats Units a l'estat de Maine (EUA). Segons el cens del 2000 tenia 612 habitants.

## Demografia
Segons el cens del 2000, Bridgewater tenia 612 habitants, 248 habitatges, i 173 famílies. La densitat de població era de 6,1 habitants per km².
Dels 248 habitatges en un 27% hi vivien nens de menys de 18 anys, en un 59,3% hi vivien parelles casades, en un 6% dones solteres, i en un 30,2% no eren unitats familiars. En el 25,4% dels habitatges hi vivien persones soles el 12,9% de les quals corresponia a persones de 65 anys o més que vivien soles. El nombre mitjà de persones vivint en cada habitatge era de 2,47 i el nombre mitjà de persones que vivien en cada família era de 2,97.
Per edats la població es repartia de la següent manera: un 22,2% tenia menys de 18 anys, un 5,6% entre 18 i 24, un 25% entre 25 i 44, un 26,6% de 45 a 60 i un 20,6% 65 anys o més.
L'edat mediana era de 43 anys. Per cada 100 dones de 18 o més anys hi havia 94,3 homes.
La renda mediana per habitatge era de 27.679 $ i la renda mediana per família de 33.125 $. Els homes tenien una renda mediana de 24.167 $ mentre que les dones 21.190 $. La renda per capita de la població era de 15.534 $. Entorn del 12,7% de les famílies i el 17,6% de la població estaven per davall del llindar de pobresa.